# 5-ая НПС
5-я НПС (каз. 5-ші МАС) — упразднённый населённый пункт в Темирском районе Актюбинской области Казахстана. Входило в состав Шубаркудукского сельского округа. На территории населённого пункта находится нефтеперекачивающая станция.

## Население
В 1999 году население составляло 17 человек (9 мужчин и 8 женщин).